# Jaguari
Ne doit pas être confondu avec Rio Jaguari.
Jaguari est une ville de l'État du Rio Grande do Sul au Brésil.